# Tynnyri
Tynnyri, im Deutschen so viel wie „Fass“, war ein finnisches Volumenmaß für Wein und Bier.
- 1 Tynnyri = 942,192 Liter

Die Maßkette beruht auf Kannu, der Kanne, mit 2,6172 Liter:
- 1 Tynnyri = 2 Puoli tynnyri = 4 Neljänneksellä/Viertel = 6 Aami/Eimer/Ohm = 12 Puolli aami = 24 Ankkuri/Anker = 48 Puoli ankkuri /Halber Anker = 360 Kannu

Im 19. Jahrhundert wird ein Tynnyri wie folgt angegeben:
- 1 Tynnyri = 30 Kappa = 52 Kannu = 105 Stop = 164,889 Liter

- Getränke: 1 Tynnyri = 1,2563 Hektoliter.
  - 1 Stop = 1,57 Liter

Für andere Flüssigkeiten:
- 1 Tynnyri = 48 Kannua = 1,536 Jumprua = 4,8 Kuutio-kymmenjakoista tuumaa

Für trockene Waren galt:
- 1 Tynnyri = 30 Kappaa = 63 Kannua = 2,016 Jumprua = 6,3 Kuutiojalkaa = 6300 Kuutio-kymmenjakoista tuumaa

Gesalzener Fisch und Walöl wurde nach Tynnyrilästi (Fass- oder Tonnenlast) gehandelt.
- 1 Tynnyrilästi = 12 Tynnyri (1 T. = 125,6256 Liter) = 576 Kannu (1 K. = 2,617321 Liter) = 1507,5072 Liter[1]

Diese Maßkette war:
- 1 Tynnyrilästi = 12 Tynnyri = 24 Puoli tynnyri = 48 Neljänneksellä tynnyri = 96 Kahdeksas tynnyri = 192 Kundestoista tynnyri = 576 Kannu